# Milagros Rodríguez Cáceres
Milagros Rodríguez Cáceres (Barcelona, 18 de abril de 1954) es una historiadora de la literatura y crítica literaria española.

## Biografía
Se licenció en Filología Románica en la Universidad de Barcelona (1976) y se doctoró en la Universidad de Castilla-La Mancha en 1995 con una tesis dirigida por Joaquín González Cuenca Entre 1976 y 1978 fue profesora ayudante en la Universidad de Barcelona y entre 1978 y 1998 Catedrática de lengua y literatura españolas en enseñanzas medias. Entre 1989 y 1991 fue asesora lingüística del Ministerio de Educación en la Embajada de España en Brasil y entre 1998 y 2000 Coordinadora de actividades del mismo ministerio en relación con Compañía Nacional de Teatro Clásico. Ha colaborado con Felipe Pedraza, con quien ha compuesto varias obras entre las que destaca un Manual de literatura española (1980-2005), 16 vols., además de varias ediciones, entre ellas una del Quijote de Avellaneda (2014). También ha escrito varios libros de texto para alumnos de lengua y literatura en bachillerato.

## Obras
- Con Felipe Pedraza, Manual de literatura española  Tafalla / Pamplona: Cénlit Ediciones, 1980-2005, 16 vols.
- Con Felipe Pedraza, Las épocas de la literatura española Barcelona: Ed. Ariel, 1997, reimpreso en 2002 y 3ª ed. en 2007. ISBN 84-344-2502-5 y 978-84-344-2511-8
- Con Felipe Pedraza, Historia esencial de la literatura española e hispanoamericana Edaf, Madrid, 2000, reimpresa en 2005 y 2006 y revisada en MAdrid: Edaf, 2008.
- Ed. con Felipe Pedraza de Francisco de Rojas Zorrilla, Donde hay agravios no hay celos. Abrir el ojo Madrid: Editorial Castalia, 2005. ISBN 84-9740-140-9
- Ed. con Felipe Pedraza de Segundo tomo de El ingenioso hidalgo don Quijote de La Mancha, Ciudad Real: Diputación Provincial, 2014.
- Poesía de los siglos de oro Barcelona: Área, 2002. ISBN 84-9759-079-1
- Ed. de Francisco de Quevedo, La vida del Buscón Barcelona: Editorial Octaedro, S.L. ISBN 84-8063-485-5
- Ed. de Pedro Calderón de la Barca, La vida es sueño Barcelona: Editorial Octaedro, S.L.. ISBN 84-8063-486-3
- Literatura española. Historia y textos 1.: Edad Media - Prerrenacimiento - Renacimiento Barcelona : Editorial Octaedro, S.L.. ISBN 84-8063-382-4
- Antonio Botín Polanco: un narrador de entreguerras Fundación Marcelino Botín, 1996. ISBN 84-87678-48-3
- Ed. de Pío Baroja, La ciudad de la niebla Editorial Bruño, 1993. ISBN 84-216-1855-5
- Ed. de Miguel de Unamuno, Niebla Editorial Bruño, 1991. ISBN 84-216-1471-1
- Ed. de Lazarillo de Tormes, Bruño/Anaquel, 1991.
- Con Felipe Pedraza, ed. de Miguel de Cervantes, Don Quijote de la Mancha Edebé, Barcelona, 2004, 2 vols.
- Con Felipe Pedraza, ed. de Miguel de Cervantes, Don Quijote de la Mancha, Ciudad Real, Diputación Provincial de Ciudad Real, 2005.
- Con Felipe Pedraza, ed. de Miguel de Cervantes, Don Quijote de la Mancha, Madrid, Edaf, 2011.